# Mineral
Mineral — американская эмо-группа из Хьюстона (затем переехавшая в Остин), игравшая в середине девяностых годов XX века в жанре мидвест эмо. Наряду с Sunny Day Real Estate считаются одними из основоположников второй волны эмо-музыки, получившей название «midwest». Mineral испытали в своём творчестве влияние хардкор-панка и пост-хардкора восьмидесятых и инди-рока того времени. Группа была основана в 1994 году и, выпустив 2 альбома, распалась в 1998 году.

## История
Группа была основана в 1994 году. Её первым синглом стала работа «Gloria/Parking Lot», спродюсированная участником другой мидвест-эмо группы Christie Front Drive Керри МакДональдом и изданная на лейбле The Audio Concept Records в 1994 году. Она была переиздана годом позже уже на лейбле Caulfield, после чего группа привлекла внимание уже лейбла Crank!, на котором в 1997 году был выпущен её альбом The Power of Failing, песни с которого были записаны ещё в 1995 году. The Power of Failing стал одним из самых ярких альбомов второй волны эмо-музыки. Годом ранее был выпущен сингл «February/M.D.» на Caulfield Records. В 1997 году Mineral участвуют в сплите вместе с Jimmy Eat World и Sense Field. В 1998 году группа выпускает свой второй по счёту альбом EndSerenading, в котором немного отходит от эмо-саунда в сторону альтернативного рока. В том же году команда записывает сингл «&Serenading»/«Love My Way» (кавер на Psychedelic Furs). Вскоре после выпуска второго альбома Mineral объявляют о своём распаде. Барабанщик Гэбриел Уайли основывает свою группу Pop Unknown и участвует в проекте Imbroco. Крис Симпсон и Джереми Гомес создали группу The Gloria Record, распавшуюся в 2004 году.

## Участники
- Кристофер «Крис» Симпсон — вокал, гитара
- Скотт Дэвид МакКэрвер — гитара
- Джереми Гомес — бас-гитара
- Гэбриел Уайли — ударные

## Дискография

### Синглы
- «Gloria/Parking Lot» (The Audio Concept Records, 1994)
- «Gloria/Parking Lot» (Caulfield Records, переиздан, 1995)
- «February/M.D.» (Caulfield Records, 1996)
- «Crazy (кавер на Вилли Нельсона) (сплит с Jimmy Eat World и Sense Field — Crank!, 1997)
- «&Serenading»/«Love My Way» (кавер на Psychedelic Furs) (Crank!, 1998)

## Альбомы
- The Power of Failing — Crank! Records, Январь 1997
- EndSerenading — Crank! Records, Август 1998
- One Day When We Are Young [EP] — House Arrest, Январь 2019

### Песни, не вошедшие в альбомы
| Год  | Альбом                      | Лейбл                    | Песни         | Другая информация |
| ---- | --------------------------- | ------------------------ | ------------- | ----------------- |
| 1997 | (Don't Forget To) Breathe   | Crank! Records           | «Rubber Legs» |                   |
| 1998 | The First Crush Compilation | Thick as Thieves Records | «Sadder Star» |                   |

### Связанные проекты
- Gold Beach — Джереми Гомес
- The Glass Family — Джереми Гомес
- The Gloria Record — Крис Симпсон, Джереми Гомес
- Imbroco — Гэбриел Уайли, Скотт МакКэрвер
- Kissing Chaos — Гэбриел Уайли
- Pop Unknown — Гэбриел Уайли
- Pretty the Quick Black Eyes — Скотт МакКэрвер
- Zookeeper — Крис Симпсон, Джереми Гомес